# Пушкаш, Екатерина Викторовна
Екатери́на Ви́кторовна Пушкаш (род. 27 мая 1992 года, Нижний Новгород, Россия) — российская фигуристка, выступающая в танцах на льду. Бывшая партнёрша австралийского фигуриста Джонатана Гурейро. По состоянию на июнь 2011 года занимали 15-е место в рейтинге Международного союза конькобежцев (ИСУ).
Ранее, выступая в дуэте с двоюродным братом, Дмитрием Киселёвым, была серебряным призёром первенства России среди юниоров и участницей финала юниорского Гран-при.

## Карьера
Начала заниматься фигурным катанием в 5 лет в Нижнем Новгороде. В 2000 году тренер Людмила Баранова поставила её в пару с двоюродным братом Дмитрием Киселёвым. В 2002 году, выступая на турнире «Кумпарсита» в Самаре, они были замечены тренером Ларисой Филиной, которая пригласила их к себе в Москву. В 2003 году у них случился конфликт с наставником и они ушли работать к  Александру Свинину и Ирине Жук.
В сезоне 2008—2009, заняли второе место на этапе юниорского Гран-при в Белоруссии и четвёртое в Великобритании, отобравшись, таким образом, в финал, где стали пятыми. На чемпионате России среди юниоров они были вторыми, проиграв Екатерине Рязановой и Джонатану Гурейро. На чемпионате мира среди юниоров были третьими после обязательного танца, но в итоге заняли лишь 6-е место.
По окончании сезона Екатерина сменила партнёра и встала в пару с Джонатаном Гурейро. В паре с Гурейро Екатерина стала бронзовым призёром российского юниорского первенства, пропустив вперед Елену Ильиных и Никиту Кацалапова, а также Ксению Монько и Кирилла Халявина. На чемпионате мира среди юниоров, проходившем в Гааге, пара стала только шестой. Весной 2010 года, по окончании сезона, пара приняла решение уйти от тренеров Александра Свинина и Ирины Жук. С мая 2010 до окончания сезона 2011/12 Екатерина и Джонатан тренировались в США у Натальи Линичук и Геннадия Карпоносова. Весной 2012 года пара перешла к Николаю Морозову. Начало олимпийского сезона незаладилось, пара неуверенно выступила даже на второстепенном турнире Мемориале Ондрея Непелы.

## Программы
(с Д.Гурейро)
| Сезон     | Оригинальный/Короткий танец      | Произвольный танец                               |
| --------- | -------------------------------- | ------------------------------------------------ |
| 2012—2013 | Quidam Cirque du Soleil          | Тристан и Изольда Максим Родригес                |
| 2011—2012 | Румба Самба Румба                | Рапсодия Capriccio Никколо Паганини              |
| 2010—2011 | «Algo pequeñito» Даниель Дихес   | «Сцорцхио» Тончи Хулич                           |
| 2009—2010 | «Барыня» русская народная музыка | Саундтрек к фильму «Ромео и Джульетта» Нино Рота |

(с Д.Киселевым)
| Сезон     | Оригинальный танец                                  | Произвольный танец                    |
| --------- | --------------------------------------------------- | ------------------------------------- |
| 2008—2009 | «Неудачное свидание», «Tiger Rag» Александр Цфасман | «Шахерезада» Николай Римский-Корсаков |
| 2007—2008 | Африканский танец                                   | «Кармен» Жорж Бизе                    |
| 2006—2007 |                                                     | «Семь-сорок»                          |

## Спортивные достижения
(с Д.Гурейро)
| Соревнования                         | 2009—2010 | 2010—2011 | 2011—2012 | 2012—2013 | 2013—2014 |
| ------------------------------------ | --------- | --------- | --------- | --------- | --------- |
| Чемпионаты мира среди юниоров        | 6         | 2         |           |           |           |
| Чемпионаты России                    |           |           | 4         | 6         | 8         |
| Чемпионаты России среди юниоров      | 3         | 2         |           |           |           |
| Этапы Гран-при: Trophée Eric Bompard |           |           |           | 7         |           |
| Этапы Гран-при: Rostelecom Cup       |           |           | 7         |           |           |
| Этапы Гран-при: Skate Canada         |           |           | 6         |           |           |
| Финалы юниорского Гран-при           | 5         | 4         |           |           |           |
| Этапы юниорского Гран-при, Япония    |           | 2         |           |           |           |
| Этапы юниорского Гран-при, Турция    | 2         |           |           |           |           |
| Этапы юниорского Гран-при, Германия  | 1         |           |           |           |           |
| Этапы юниорского Гран-при, Чехия     |           | 1         |           |           |           |

(с Д.Киселёвым)
| Соревнования                              | 2005—2006 | 2006—2007 | 2007—2008 | 2008—2009 |
| ----------------------------------------- | --------- | --------- | --------- | --------- |
| Чемпионаты мира среди юниоров             |           |           |           | 6         |
| Чемпионаты России среди юниоров           | 9         | 6         | 5         | 2         |
| Финалы юниороского Гран-при               |           |           |           | 5         |
| Этапы юниорского Гран-при, Белоруссия     |           |           |           | 2         |
| Этапы юниорского Гран-при, Великобритания |           |           |           | 4         |
| Этапы юниорского Гран-при, Болгария       |           |           | 4         |           |
| Этапы юниорского Гран-при, Эстония        |           |           | 6         |           |
| Этапы юниорского Гран-при, Тайвань        |           | 7         |           |           |